# Бартошкі
Бартошкі (пол. Bartoszki, нім. Bartoschken) — село в Польщі, у гміні Нідзиця Нідзицького повіту Вармінсько-Мазурського воєводства.
Населення — 143 особи (2011).
У 1975-1998 роках село належало до Ольштинського воєводства.

## Демографія
Демографічна структура станом на 31 березня 2011 року:
|          | Загалом | Допрацездатний вік | Працездатний вік | Постпрацездатний вік |
| -------- | ------- | ------------------ | ---------------- | -------------------- |
| Чоловіки | 78      | 15                 | 57               | 6                    |
| Жінки    | 65      | 15                 | 35               | 15                   |
| Разом    | 143     | 30                 | 92               | 21                   |